# Хмелеве
Хмелеве (біл. Хмелева) — село в Білорусі, у Жабинківському районі Берестейської області. Орган місцевого самоврядування — Хмелівська сільська рада.

## Географія
Розташоване за 8 км на північний захід від Жабинки.

## Історія
У 1921 році село входило до складу гміни Турна Берестейського повіту Поліського воєводства Польської Республіки.
У 1926 році мешканці села зверталися до польської влади з проханням відкрити українську школу.

## Населення
За переписом населення Білорусі 2009 року чисельність населення села становила 379 осіб.
Станом на 10 вересня 1921 року в селі налічувалося 67 будинків та 395 мешканців, з них:
- 175 чоловіків та 220 жінок;
- 395 православних;
- 378 українців (русинів), 17 білорусів.

## Культура
Пам'яткою поліської архітектури села є Спасько-Преображенська церква з дзвіницею, зведена в XVII — на початку ХІХ століть.